# Lijst van nummer 1-albums in de Nederlandse Album Top 100 in 2014
Onderstaande albums stonden in 2014 op nummer 1 in de Nederlandse Album Top 100. De lijst wordt samengesteld door GfK Dutch Charts.
| Nummer | Datum        | Artiest                                     | Titel                                                                  |
| ------ | ------------ | ------------------------------------------- | ---------------------------------------------------------------------- |
| 690    | 4 januari    | Marco Borsato                               | Duizend spiegels                                                       |
|        | 11 januari   | Marco Borsato                               | Duizend spiegels                                                       |
| 692    | 18 januari   | Bruce Springsteen                           | High hopes                                                             |
|        | 25 januari   | Bruce Springsteen                           | High hopes                                                             |
| 693    | 1 februari   | Stromae                                     | Racine carrée                                                          |
| 694    | 8 februari   | Within Temptation                           | Hydra                                                                  |
| 695    | 15 februari  | Chef'Special                                | Passing through                                                        |
| 693    | 22 februari  | Stromae                                     | Racine carrée                                                          |
| 696    | 1 maart      | Daniël Lohues                               | D                                                                      |
| 697    | 8 maart      | De Dijk / Amsterdam Sinfonietta             | Dijkers & strijkers                                                    |
| 698    | 15 maart     | Blaudzun                                    | Promises of no man's land                                              |
| 699    | 22 maart     | Anouk                                       | Live at Symphonica in Rosso                                            |
| 700    | 29 maart     | Jacqueline Govaert                          | Songs to soothe                                                        |
| 701    | 5 april      | Amira Willighagen                           | Amira                                                                  |
| 702    | 12 april     | DI-RECT                                     | Daydreams in a blackout                                                |
| 703    | 19 april     | Kinderen voor Kinderen                      | De allergrootste hits van Kinderen voor Kinderen - Waanzinnig gedroomd |
| 704    | 26 april     | Triggerfinger                               | By absence of the sun                                                  |
| 705    | 3 mei        | BLØF                                        | In het midden van alles                                                |
|        | 10 mei       | BLØF                                        | In het midden van alles                                                |
| 706    | 17 mei       | The Common Linnets                          | The Common Linnets                                                     |
|        | 24 mei       | The Common Linnets                          | The Common Linnets                                                     |
|        | 31 mei       | The Common Linnets                          | The Common Linnets                                                     |
|        | 7 juni       | The Common Linnets                          | The Common Linnets                                                     |
|        | 14 juni      | The Common Linnets                          | The Common Linnets                                                     |
|        | 21 juni      | The Common Linnets                          | The Common Linnets                                                     |
| 707    | 28 juni      | Nick & Simon                                | Herinneringen - Het beste van                                          |
| 708    | 5 juli       | 5 Seconds of Summer                         | 5 Seconds of Summer                                                    |
| 707    | 12 juli      | Nick & Simon                                | Herinneringen - Het beste van                                          |
| 709    | 19 juli      | Jason Mraz                                  | Yes!                                                                   |
| 693    | 26 juli      | Stromae                                     | Racine carrée                                                          |
| 710    | 2 augustus   | Eric Clapton & Friends                      | The breeze - An appreciation of JJ Cale                                |
|        | 9 augustus   | Eric Clapton & Friends                      | The breeze - An appreciation of JJ Cale                                |
| 711    | 16 augustus  | Kensington                                  | Rivals                                                                 |
|        | 23 augustus  | Kensington                                  | Rivals                                                                 |
| 712    | 30 augustus  | Jan Smit                                    | Jij & ik                                                               |
|        | 6 september  | Jan Smit                                    | Jij & ik                                                               |
| 713    | 13 september | Waylon                                      | Heaven after midnight                                                  |
| 712    | 20 september | Jan Smit                                    | Jij & ik                                                               |
| 714    | 27 september | Leonard Cohen                               | Popular Problems                                                       |
| 715    | 4 oktober    | Julio Iglesias                              | The Spanish Collection                                                 |
| 716    | 11 oktober   | De Dijk                                     | Allemansplein                                                          |
| 717    | 18 oktober   | U2                                          | Songs of Innocence                                                     |
| 718    | 25 oktober   | Guus Meeuwis & New Cool Collective Big Band | Hollandse Meesters                                                     |
| 719    | 1 november   | Taylor Swift                                | 1989                                                                   |
| 729    | 8 november   | Frans Bauer                                 | Lieve Schat                                                            |
| 721    | 15 november  | Pink Floyd                                  | The Endless River                                                      |
| 722    | 22 november  | One Direction                               | Four                                                                   |
| 723    | 29 november  | Anouk                                       | Paradise And Back Again                                                |
|        | 6 december   | Anouk                                       | Paradise And Back Again                                                |
|        | 13 december  | Anouk                                       | Paradise And Back Again                                                |
| 633    | 20 december  | Michael Bublé                               | Christmas                                                              |
| 724    | 27 december  | Nick & Simon                                | Christmas with... - It's beginning to look a lot like Christmas        |